# West River Sheet Harbour
West River Sheet Harbour är ett vattendrag i Kanada.   Det ligger i provinsen Nova Scotia, i den östra delen av landet, 1 000 km öster om huvudstaden Ottawa.
Runt West River Sheet Harbour är det mycket glesbefolkat, med 2 invånare per kvadratkilometer.